# Montmirail (Sarthe)
Montmirail ist eine französische Gemeinde mit 369 Einwohnern (Stand 1. Januar 2022) im Département Sarthe in der Region Pays de la Loire; sie gehört zum Arrondissement Mamers und zum Kanton Saint-Calais.

## Nachbargemeinden
- Champrond
- Gréez-sur-Roc
- Lamnay
- Melleray
- Saint-Jean-des-Échelles

## Geschichte
Montmirail hatte bereits zu römischer Zeit – als Mons Mirabilis – einen befestigten Platz. Der älteste Teil der heutigen Burg jedoch stammt aus dem 12. Jahrhundert, von der allerdings das meiste im Hundertjährigen Krieg zerstört wurde. 
1169 trafen sich auf dieser Burg der König von Frankreich (Ludwig VII.) und der König von England (Heinrich II.), um über die Verständigung zwischen Heinrich und Thomas Becket, dem Erzbischof von Canterbury, zu beraten.

## Sehenswürdigkeiten
- Burg aus dem 14., 15. und 18. Jahrhundert
- Kirche Notre-Dame-de-l'Assomption